# Cabos
Cabos è un programma di file sharing che utilizza la rete Gnutella basato su LimeWire e Acquisition. È un software libero e open source.
LimeWire è scritto in Java, mentre le GUI di Cabos sono scritte in REALbasic. Cabos ha bisogno di una Macchina virtuale Java; l'interfaccia del tutto simile ai sistemi operativi Apple. La particolarità di Cabos sta anche nel fatto che in automatico è possibile aggiungere alla playlist di iTunes e iPod, dei file musicali scaricati.
Cabos richiede Windows 2000 o successivi, Mac OS X 10.2.8 o successivi, Mac OS 8.6 o successivi.

## Caratteristiche
- Trasferimento da firewall a firewall.
- Supporto Universal Plug and Play.
- Integrazione Creative Commons License, Weedshare License e DRM.
- Traduzione del nome del file al nativo linguaggio usando il traduttore online SYSTRAN.
- No Spyware.
- Interfaccia pulita e semplice
- Basso consumo di memoria